# フィールズオープン・イン・ハワイ
フィールズオープン・イン・ハワイは毎年2月にハワイ州のコ・オリナリゾートで行われていた全米女子プロゴルフ協会の公式戦。主催はフィールズ。

## 歴代優勝者
- 2006年：ミーナ・リー（ 韓国）
- 2007年：ステイシー・プラマナス（ アメリカ合衆国）
- 2008年：ポーラ・クリーマー（ アメリカ合衆国）

## テレビ中継
アメリカではザ・ゴルフ・チャンネル、日本ではテレビ朝日系列で放送される。